# South Platte River
South Platte er den mindste af de to store tilløbsfloder til Platte. Den er 707 km lang med et afvandingsområde på 62.738 km². Historisk er den kendt som Rio Jesus Maria. Dette er den vigtigste flod i det østlige Colorado, og løber blandt andet gennem storbyen Denver. Takket være denne er vigtige, østlige dele af Colorado frugtbart. Den starter midt i delstaten, i Park County sydvest for Denver, men har her sit udspring i tilløbsfloder South Fork (40 km) og Middle Fork (56 km). Før den når Denver får den også tilløb  af North Fork (80 km). Nordover forbi Denver danner floden  grundlag for et tæt befolket industriområde, i en frugtbar dal. I Colorado er floden reguleret med dæmninger for kunstvanding , kontrol af oversvømmelser  og kraftproduktion. I Sedgwick County forlader den Colorado og løber  ind i Nebraska.